# Alchemilla smirnovii
Alchemilla smirnovii é uma espécie de rosácea do gênero Alchemilla, pertencente à família Rosaceae.